# Adelpholeon lithophorus
Adelpholeon lithophorus — викопний вид сітчастокрилих комах нез'ясованого таксономічного статусу, що існував у крейдовому періоді (99 млн років тому). Відомий з решток личинки другої або третьої стадії (німфи), що знайдена у бірманському бурштині. За зовнішнім виглядом личинки вид можна однозначно ідентифікувати як представника надродини Myrmeleontoidea. До якої родини належить вид незрозуміло.

## Опис
На спині личинка мала камуфляж з рослинного сміття, який захищав її від очей хижаків.